# عبد الغني النجدي
عبد الغني النجدي (6 ديسمبر 1915 - 20 مارس 1980)، ممثل مصري.
رغم قصر مدة مشاهدته على الشاشة، إلا أنه استطاع أن يترك بصمة واضحة في تاريخ السينما المصرية، ونجح بأدائه البسيط، وإتقانه لأدواره في كسب مكانه قويه لدى جمهوره..إنه الفنان المصري عبد الغني النجدي.
النجدي فنان كوميدي وُلد في 6 ديسمبر 1915 بقرية المشايعة مركز الغنايم بمحافظة أسيوط، اشتهر بأداء أدور «الخادم - البواب - العسكري»، والذي لا يعرفه الكثيرون هو أن صاحب «الشنب» الشهير كتب سيناريو وحوار مجموعة من الأفلام مثل "إجازة بالعافية"، بالإضافة إلى احترافه تأليف النكت.
بواب السينما المصرية كان يقوم بتأليف النكت، وبيعها لكبار نجوم الكوميديا، والمونولوجات أمثال؛ إسماعيل ياسين، وشكوكو، وكان يضع «تسعيرة» للنكتة الواحدة مقابل جنية واحد، ورغم أنه كان عملاق فني ترك علامة بارزة في التمثيل السينمائي وأيضاً المسرحي، إلا أنه كان يعيش في الظل، ولم يتمتع بنفس التقدير الذي حظي به غيرة من نجوم الكوميديا.
ومن أبرز أعمال عبد الغني الذي توفي في 20 مارس 1980؛ "غاوي مشاكل"، "لا يا من كنت حبيبي"، "الخطايا"، "العتبة الخضراء"، "الفانوس السحري"، "الرجل الثاني"، "بين السما والأرض"، وقد تجاوزت عدد الأفلام التي شارك فيها النجدي المائة فيلم.

## قائمة أفلامه
- غاوي مشاكل - 1980
- عيون - 1980 مسلسل.... البواب
- كرامتى - 1979
- قاهر الظلام - 1979
- خائفة من شيء ما - 1979
- ليلة لا تنسى - 1978
- حب فوق البركان - 1978
- ابنتي والذئب - 1977
- كفانى يا قلب - 1977
- شيلنى وأشيلك - 1977
- لمن تشرق الشمس - 1976
- العيال الطيبين - 1976 .... المأذون
- وعادت الحياة - 1976 .... الشندى البواب
- لا يا من كنت حبيبي - 1976
- المذنبون - 1976
- عالم عيال عيال - 1976
- صائد النساء - 1975
- المطلقات - 1975
- لا شيء يهم - 1975
- قاع المدينة - 1974
- الشوارع الخلفية - 1974
- عجايب يا زمن - 1974
- الحفيد - 1974
- حمام الملاطيلي - 1973
- المخادعون - 1973
- مدينة الصمت - 1973
- عشاق الحياة - 1971
- ربع دستة أشرار - 1970
- الوادى الأصفر - 1970
- نهاية الشياطين - 1970
- امرأة زوجي - 1970
- المجانين الثلاثة - 1970
- حياتى [ب] - 1970
- هروب - 1970
- حب المراهقات - 1970
- مجرم تحت الاختبار - 1969
- 7 أيام في الجنة - 1969
- شارع الملاهى - 1969
- يوميات نائب في الأرياف - 1969
- الرعب - 1969
- للمتزوجين فقط - 1969
- دلع البنات - 1969
- عالم مضحك جدا - 1968
- أرض النفاق [ب] - 1968 .... الساعى
- قصر الشوق - 1967
- المراهقة الصغيرة - 1966
- إجازة بالعافية - 1966
- 30 يوم في السجن - 1966
- اقتلني من فضلك - 1965
- المغامرون الثلاثة [ب] - 1965
- طريد الفردوس - 1965
- العزاب الثلاثة - 1964
- مع الناس - 1964
- اللهب - 1964
- الابن المفقود - 1964
- النشال - 1963
- حياة عازب - 1963
- نار في صدري - 1963
- المصيدة - 1963
- الجريمة الضاحكة - 1963
- شباب طائش - 1963
- هذا الرجل أحبه - 1962
- الفرسان الثلاثة [ب] - 1962
- سر الغائب - 1962
- صراع الأبطال - 1962
- القصر الملعون - 1962
- الخطايا (فيلم) - 1962
- ملك البترول - 1962
- رسالة من امرأة مجهولة - 1962
- النصاب - 1961
- رسالة إلى الله - 1961
- المراهق الكبير - 1961
- شجرة العائلة - 1960
- أبو أحمد - 1960
- العاشقة - 1960
- حايجننوني - 1960
- لوعة الحب - 1960
- الفانوس السحري - 1960
- يا حبيبي - 1960
- حلاق السيدات - 1960
- بين السما والأرض - 1959
- المليونير الفقير - 1959
- لوكاندة المفاجآت - 1959
- العتبة الخضراء - 1959
- عفريت سمارة - 1959
- احترسي من الحب - 1959
- عش الغرام - 1959
- الرجل الثاني - 1959
- أحبك يا حسن - 1958
- توبة - 1958
- إسماعيل يس بوليس حربي - 1958
- قلوب العذارى - 1958
- هل أقتل زوجي - 1958
- ابن حميدو - 1957
- طريق الأمل - 1957
- أنت حبيبي - 1957
- الكمساريات الفاتنات - 1957
- علموني الحب - 1957
- طاهرة - 1957
- لن أبكي أبدا 1957
- تمر حنة - 1957 ... الخفير زعرب
- المفتش العام - 1956
- القلب له أحكام - 1956
- شياطين الجو - 1956
- صاحبة العصمة - 1956
- إسماعيل يس في البوليس - 1956
- قتلت زوجتى - 1956
- من القاتل - 1956
- وداع في الفجر - 1956
- رصيف نمرة 5 - 1956 .... بياع الجمبرى
- النمرود - 1956
- جرب حظك - 1956
- فجر - 1955
- إسماعيل يس في الجيش - 1955
- مدرسة البنات - 1955
- عاشق الروح - 1955
- في سبيل الحب - 1955
- عهد الهوى - 1955
- عصافير الجنة - 1955
- السعد وعد - 1955
- إوعى تفكر - 1954
- صراع في الوادي - 1954
- ليلة من عمري - 1954
- عزيزة - 1954
- أبو الدهب - 1954
- الآنسة حنفي - 1954
- عفريتة إسماعيل يس - 1954
- الستات مايعرفوش يكدبوا - 1954
- عائشة - 1953
- دهب - 1953
- حميدو - 1953
- حب في الظلام - 1953
- عبيد المال - 1953
- نشالة هانم - 1953
- ابن ذوات - 1953
- بائعة الخبز - 1953
- فاعل خير - 1953
- عنتر ولبلب - 1952
- آمنت بالله - 1952
- قليل البخت - 1952
- قدم الخير - 1952
- شم النسيم - 1952
- النمر - 1952
- جنة ونار [ب] - 1952
- خدعني أبي - 1951
- البطل - 1950
- المظلومة - 1950
- جواهر - 1949
- مبروك عليكي - 1949
- قصة غرام - 1945
- جمال ودلال - 1945
- شارع محمد علي - 1944

## تأليف
- إجازة بالعافية - 1966 حوار.